# 857 Glasenappia
857 Glasenappia è un asteroide della fascia principale del diametro medio di circa 15,03 km. Scoperto nel 1916, presenta un'orbita caratterizzata da un semiasse maggiore pari a 2,1901802 au e da un'eccentricità di 0,0886290, inclinata di 5,30101° rispetto all'eclittica.
Il suo nome è in onore dell'astronomo russo Sergej Glazenap. Inizialmente, come altri asteroidi scoperti all'osservatorio di Simeiz durante la prima guerra mondiale, non poté essere comunicato subito all'Istituto Rechen dell'Università di Heidelberg e fu quindi identificato per alcuni anni con una sigla contenente Σ, la lettera sigma dell'alfabeto greco.